# 큰부리도요
큰부리도요(Limnodromus semipalmatus)는 도요과의 한 종이다.

## 모습
성체는 검은색 다리와 긴 일자형 검은색 부리를 가진다. 큰부리도요의 부리는 긴부리도요에 비하면 어느 정도 짧은 편이다. 번식깃을 한 경우, 상체는 갈색이며 하체는 불그스름한 색이다. 꼬리에는 검은색과 흰색 무늬가 있다. 겨울깃은 보통 회색이다.

## 서식
번식지는 시베리아와 만주 내륙의 풀로 덮인 습지이다. 큰부리도요는 동남아시아와 오스트레일리아 북부 등 남쪽으로 이동한다. 그러나 정확한 번식지와 월동지는 자세하고 정확하게 알려져 있지 않다. 큰부리도요는 번식기, 월동기 모두 항상 해안 지역에 서식한다.
큰부리도요는 얕은 물이나 진흙을 자세히 살펴 먹이를 찾는다. 주로 곤충, 연체동물, 갑각류, 해양 연충류 등을 먹으며 식물도 먹는다.